# László Sümegh
László Sümegh (* 24. února 1962, Levice, Slovensko) je maďarský výtvarník. Od poloviny 90. let žije v České republice, kde postupně začal pracovat jako streetworker. Je zakladatelem a vedoucím Projektu Šance. Projekt je zaměřený na děti a mladistvé, kteří skončili na ulici, užívají drogy nebo se živí prostitucí.

## Život
László Sümegh se narodil na Slovensku v maďarské rodině. Po absolvování gymnázia si vydělával jako textilní výtvarník; vystavoval v New Yorku, Londýně, Praze a Budapešti. V roce 1995 se odstěhoval do Prahy.
Založil Projekt Šance, ve kterém mladým lidem žijícím na ulici nabízí práci – díky výrobě propisek, svíček nebo tašek si mohou vydělat peníze. Největším nepřítelem začlenění takových mladých do života, za který převezmou odpovědnost, jsou podle Sümegha organizace nabízející jednorázovou pomoc. Tím, že lidem na ulici poskytují jídlo a oblečení, aniž by pro to museli cokoli udělat, z nich podle jeho názoru vytvářejí „sociální parazity“. „Není umění někomu dát v nouzi najíst, ale naučit ho na jídlo si vydělat,“ uvedl Sümegh.
Přes 70 procent takových dětí podle jeho zkušeností vyrůstalo v dětských domovech, další jsou z řad těch, které jsou pro své rodiny nepřijatelné např. kvůli své homosexualitě.
| „               | Přinést to slunko, i když prší. | “ |
| — László Sümegh |                                 |   |